# Ataque de Alejandría (1941)
El Asalto de Alejandría se llevó a cabo el 19 de diciembre de 1941 por buzos de la Marina Italiana, pertenecientes a la Decima Flottiglia MAS, quienes atacaron y dejaron inoperativos a dos acorazados de la Marina Real Británica en el puerto de Alejandría, Egipto, usando torpedos humanos.

## Antecedentes
El 3 de diciembre, el submarino Scirè de la Regia Marina Italiana, bajo el comando del teniente Junio Valerio Borghese partió de la base naval de La Spezia cargando tres torpedos humanos. En la isla de Leros en el Mar Egeo, seis tripulantes fueron asignados para tripularlos.

## Asalto
El 19 de diciembre, el Scirè—a 15 m de profundidad—lanzó los torpedos humanos a  2,1 km del puerto comercial de Alejandría, y entraron a la base naval cuando los británicos abrieron sus defensas para dejar pasar a tres de sus destructores. Una pareja de buzos tuvo problemas; primero, el motor del torpedo se detuvo y los dos submarinistas tuvieron que empujarlo manualmente; luego uno de ellos debió salir a la superficie debido a problemas con el proveedor de oxígeno, por lo que del restante empujó el torpedo solo hasta donde se encontraba el HMS Valiant. Allí,colocó con éxito la mina lapa, justo por debajo del casco del acorazado. Sin embargo, ambos tuvieron que salir a la superficie, y como uno estaba herido, fueron descubiertos y capturados.
Interrogados, ambos guardaron silencio y fueron confinados en un compartimiento a bordo del Valiant, debajo de la línea de flotación, y casualmente justo sobre el lugar donde se había colocado la mina. Quince minutos antes de la explosión, uno de los capturados pidió reunirse con el capitán del Valiant, Charles Morgan, y luego le informó de la inminente explosión, pero se negó a dar más información, por lo que fue devuelto al compartimento. 
Cuando la mina explotó justo debajo de ellos, ninguno de los dos resultó gravemente herido por la explosión.
Mientras tanto, dos otros buzos habían colocado su dispositivo a cinco pies bajo la quilla del acorazado HMS Queen Elizabeth como estaba previsto. Salieron con éxito de la zona portuaria a las 4:30 de la mañana y se deslizaron por Alejandría haciéndose pasar por marineros franceses. Fueron capturados dos días más tarde en Rosetta por la policía egipcia, mientras esperaban ser rescatados por Scirè, y entregados a los británicos.

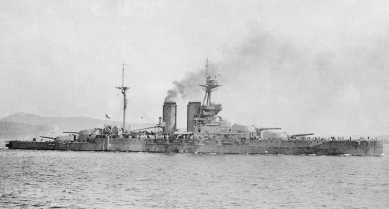
El HMS Queen Elizabeth en su configuración original en Lemnos en 1915

Los dos tripulantes faltantes buscaron en vano un portaaviones supuestamente amarrado en Alejandría, pero después de algún tiempo decidieron atacar un gran petrolero, el Sagona noruego de 7.554 toneladas de registro bruto. Marino arregló la mina bajo la popa del petrolero a las 02:55. Ambos buzos lograron acostar sin ser percibidos, pero finalmente fueron arrestados en un puesto de control de la policía egipcia.
Al final, todos los buzos fueron hechos prisioneros, aunque lograron dañar gravemente tanto al Queen Elizabeth y al Valiant, incapacitándolos durante nueve y seis meses respectivamente. Ocho tripulantes del Queen Elizabeth murieron en el ataque. El Sagona perdió su sección de popa y el destructor HMS Jervis uno de las cuatro junto a su reabastecimiento, por lo que resultaron muy dañados. Ninguno de los dos barcos capitales se hundió, pero estuvieron fuera de combate durante varios meses.

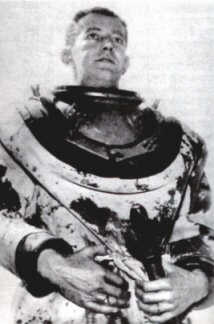
Fotografía de archivo del teniente Luigi Durand de la Penne en traje de buzo.

## Repercusiones
Esto representó un cambio de fortuna para los Aliados desde el punto de vista estratégico durante los próximos seis meses. La flota italiana le había arrebatado temporalmente a la Marina Real la supremacía naval en el Mediterráneo centro-oriental.
El Valiant fue remolcado al Dique Flotante 5 del Almirantazgo el día 21 para reparaciones temporales y estuvo de reparación en Alejandría hasta abril de 1942 cuando navegó a Durban. En agosto, estaba operando con la Fuerza B frente a las costas de África en ejercicios para la defensa de África Oriental y la batalla de Madagascar.
El Queen Elizabeth estuvo en el dique seco de Alejandría para reparaciones temporales hasta finales de junio, cuando zarpó hacia los Estados Unidos para su reacondicionamiento y reparaciones, que finalizaron en el mes de siguiente. La reparación se completó en Gran Bretaña.
El Jervis fue reparado y se encontraba completamente operacional para finales de enero.

## En los medios
El ataque se dramatiza al principio de la película The Silent Enemy (1958). Otra película, The Valiant (1962), trata de los daños causados al HMS Valiant en el puerto de Alejandría. También hay una película italiana de 1953 (I sette dell'Orsa Maggiore) sobre el ataque.